# Curt Blaß
Curt Robert Blaß, auch Curt Blass, (* 28. Dezember 1881 in Leipzig; † 1972) war ein deutscher Jurist und Bibliothekar.

## Leben
Er war der Sohn des Geheimen Sanitätsrates Conrad Blaß und dessen Ehefrau Thekla geborene Roßberg. Zu seinen Vorfahren gehörte u. a. Ulrich Zwingli.
Nach dem Besuch des Thomasschule in Leipzig studierte Curt Blaß an den Universitäten Genf, München und Leipzig, wo er 1909 zum Dr. jur. promovierte. Das Thema seiner Dissertation lautete Die Begründung des Verlagsrechts. Von 1906 bis 1909 war er als Referendar tätig, bevor er ausgedehnte Studienreisen in das Ausland unternahm. Im Jahre 1912 trat Curt Blaß als Hilfsbibliothekar in den Bibliotheksdienst ein. Unmittelbar nach Ausbruch des Ersten Weltkrieges erhielt er eine Einberufung zum Militärdienst, den er bis 1918 hauptsächlich an der Westfront ableistete. Nach Leipzig zurückgekehrt übernahm er dort eine Stelle als Bibliothekar am Reichsgericht. Im Jahre 1926 wechselte Curt Blaß seinen Arbeitsort nach Berlin, da er dort die Leitung der Bibliothek des Instituts für ausländisches öffentliches Recht und Völkerrecht übernahm.
In seiner Freizeit versuchte er sich auch als Dichter. So publizierte er 1924 die Novelle Der Grund, 1929 den Band Bianca und 1944 gemeinsamen mit seiner Ehefrau den Gedichtband Innere Melodie.

## Familie
Curt Blaß heiratete am 10. Juni 1916 in Leipzig Johanna (Hanni) geborene Miller. Aus der Ehe gingen die Kinder Hans Heinrich (* 1921), Ulrich (* 1924) und Cordula (* 1928) hervor.

## Schriften (Auswahl)
- Kriegslese aus dem Gedichten der Jahre 1914–1919. Poeschel & Trepte, Leipzig 1919/1920.
- Nationalökonomie, Soziologie, Statistik . Berlin 1924.
- Öffentliches Recht. Berlin 1924.
- Der Grund. Eine Novelle. H. Haessel, Leipzig 1924.
- Cuno Amiet. Oschwander Erinnerungen. Frauenfeld 1928.
- Bianca. Poeschel & Trepte, Leipzig 1929.
- (mit Hanni Blaß-Miller): Innere Melodie. Gedichte. Schulhess, Zürich 1944.

## Ehrungen
- Eisernes Kreuz I. und II. Klasse
- St. Heinrich-Orden

## Einzelnachweis
1. ↑  Zentralblatt für Bibliothekswesen, Band 35, 1918, S. 196.

| Personendaten    | Personendaten                                       |
| ---------------- | --------------------------------------------------- |
| NAME             | Blaß, Curt                                          |
| ALTERNATIVNAMEN  | Blaß, Curt Robert (vollständiger Name); Blass, Curt |
| KURZBESCHREIBUNG | deutscher Jurist und Bibliothekar                   |
| GEBURTSDATUM     | 28. Dezember 1881                                   |
| GEBURTSORT       | Leipzig                                             |
| STERBEDATUM      | 1972                                                |